# Sophie Monk
Sophie Charlene Akland Monk (Engleska, 14. prosinca 1979.), australska je pop pjevačica i glumica.

## Životopis
Monk je rođena u Engleskoj, ali joj se roditelji ubrzo sele u Australiju, Gold Coast, Queensland. Bila je član ženskog pop sastava Bardot, a svoju je solo karijeru započela s izdavanjem album Calendar Girl. Nedavno se počela baviti glumom, te se pojavljuje u filmovima kao što su Date Movie (2006.), Click (2006.) i Sex and Death 101 (2007.).

## Karijera
Monk je profesionalnu glazbenu karijeru započela je 1999. godine, kada se odazvala na oglas koji je tražio djevojke s vokalnim i plesnim iskustvom. Oglas je objavljen za australsku televizijsku seriju Popstars, kojoj je cilj bio stvoriti uspješni novi ženski sastav. Nakon brojnih krugova pjevanja i plesa, Monk je odabrana za člana skupine, koja je nazvana Bardot. Ubrzo nakon što se Bardot razišao, Sophie Monk je počela raditi na svojoj solo karijeri, te objavljuje svoj debi solo singl "Inside Outside", a kasnije u svibnju 2003. godine i prvi album pod nazivom Calendar Girl.
Sophie Monk jer je i sama osnovan u Hollywoodu, iako su većinu svojih uloga bila prilično mala. U veljači 2006. godine, ona je nastupila u svojoj ulozi debi lice kao koketni i zavodljiv Andy u parodija komedija Date Movie. U lipnju 2006. godine vidjeh izdavanjem filma Click, priča o univerzalnim daljinskim upravljačem. Monk igra malu ulogu u ovom filmu kao Stacey, koketni, bimbo tajnik.

## Diskografija

### Albumi
- Bardot (2000.) (s Bardot)
- Play It Like That (2001.) (s Bardot)
- Calendar Girl (2003.)

### Singlovi
- "Inside Outside" (2002.)
- "Get the Music On" (2003.)
- "One Breath Away" (2003.)

## Filmografija
- The Mystery of Natalie Wood (2004.) … Marilyn Monroe
- London (2005.) … Lauren
- Date Movie (2006.) … Andy
- Click (2006.) … Stacey
- Entourage (televizijskih serija) (2007.) … Juliette
- Sex and Death 101 (2007.) … Cynthia Rose
- Spring Breakdown (2009.) … Mason
- The Hills Run Red (2009.) … Alexa
- Spring Break '83 (2010.) … Brittany
- Murder World (2010.) … Brooke
- Hard Breakers (2010.) … Lindsay Greene

## Vanjske poveznice
- Službene stranice  Arhivirana inačica izvorne stranice od 21. srpnja 2009. (Wayback Machine)
- Sophie Monk u internetskoj bazi filmova IMDb-u (engl.)